# Eirin Maria Kvandal
Eirin Maria Kvandal, född 12 december 2001, är en norsk backhoppare, som representerar Mosjøen IL, och det norska landslaget. Hon tog lagguld i backhoppning vid världsmästerskapen i nordisk skidsport 2025, och ingick i det norska mixade laget som tog guld i lagtävlingen vid samma mästerskap.

## Karriär
Eirin Maria Kvandal debuterade i världscupen år 2020. Vid VM i skidsport 2023 ingick hon i det norska laget som tog brons. Hon deltog även i världsmästerskapen i nordisk skidsport i Trondheim 2025 där hon tog guld i lagtävlingen tillsammans med Anna Odine Strøm, Ingvild Synnøve Midtskogen och Heidi Dyhre Traaserud. Hon tog även guld i den mixade lagtävlingen tillsammans med Anna Odine Strøm, Marius Lindvik och Johann André Forfang.